# Vadaspuszta
Vadaspuszta (Gelu), település Romániában, a Partiumban, Szatmár megyében.

## Fekvése
Krasznaterebes (Terebești) közelében fekvő település.

## Története
Vadaspuszta a Károlyiak egykori birtokán jött létre az 1921 évi földreform után, kisajátítással és betelepítéssel.
Korábban Krasznaterebes része volt. 1941-ben visszakerült Krasznaterebeshez.
1956-ban vált önálló településsé.
1910-ben 236 lakosából 78 román, 158 magyar volt. 1991-ben 550 lakosából 546 román, 4 ukrán volt.

## Nevezetességek
- Görög keleti ortodox temploma - 1939-ben épült.